# أم الزبير بنت الزبير
أم الزبير بنت الزبير بن عبد المطلب، هي ابنة عم النبي محمد، ذكر ابن سعد أن أمها عاتكة بنت أَبِي وهب بن عمرو، وأن الرسول محمد أطعمها في خَيْبَر أربعينَ وَسْقًا، وقال ابن حجر العسقلاني: «ذكر ابْنُ سَعْدٍ أنها شقيقة ضُبَاعة، وأن النّبيّ  أطعمها من خَيْبر أربعين وَسْقًا.»، وذكرها محمد بن حبيب البغدادي في أسماء النسوة المبايعات رسول الله  من بني هاشم نقلًا عن الواقدي.